# ゆうちどり (掃海艇)
ゆうちどり（ローマ字：JDS Yuchidori, MS-62、GP-445、ASM-71）は、海上自衛隊の掃海艇。前身は、大日本帝国海軍が建造した雑役船（300トン型飛行機救難船）「公称1536号」。

## 概要
本艇は、旧日本海軍において飛行機の救難任務に用いられていた300トン型飛行機救難船の1隻である。戦後連合国軍の客船に改造された後、海上保安庁において掃海任務の指揮船や母船として用いられ、朝鮮戦争では日本特別掃海隊の指揮船も務めている。掃海艇と類別されているが、掃海能力は持たない。
海上自衛隊に移管後も同様の任務に従事していたが、1961年に特務艇に類別変更され、1964年東京オリンピックに合わせてセーリング競技支援のための迎賓艇へ改造された。この改造で艇体はアイボリーに塗装されたほか、貴賓室や遊歩甲板などが整備された。
1978年、後継となる駆潜艇「はやぶさ」に迎賓艇としての任務を譲り、除籍された。本艇の調度品は「はやぶさ」の迎賓艇への改造に流用されている。
本艇は海上自衛隊で運用された旧日本海軍艦艇で最後まで現役にあった船であった。

## 艦歴
1943年3月31日、大日本帝国海軍雑役船（300トン型飛行機救難船）「公称1536号」として竣工（名古屋造船）。
戦後連合国軍の客船に改造（年月日不詳）。
1949年、海上保安庁の「ゆうちどり」となり巡視船、掃海船として運用。
1950年、朝鮮戦争に伴う日本特別掃海隊の指揮船を務める。
1952年8月1日、保安庁警備隊に移管され掃海船「ゆうちどり」（MS-62）となる。
1954年7月1日、海上自衛隊設置に伴い掃海艇に類別変更、記号番号廃止。
1957年9月1日、記号（GP-445）を付与。
1961年4月1日、特務艇（ASM-71）に類別変更され、迎賓艇としての改造を受ける。
1964年、1964年東京オリンピック支援を実施。
1978年3月20日、除籍。